# La Femme de Monte-Cristo
Pour plus de détails, voir Fiche technique et Distribution.
La Femme de Monte-Cristo (The Wife of Monte Cristo) est un film américain réalisé par Edgar Georg Ulmer, sorti en 1946.

## Fiche technique
- Titre original : The Wife of Monte Cristo
- Titre français : La Femme de Monte-Cristo
- Réalisation : Edgar Georg Ulmer
- Scénario : Edgar Georg Ulmer, Francis Rosenwald et Dorcas Cochran (en) d'après Le Comte de Monte-Cristo Alexandre Dumas
- Photographie : Edward A. Kull
- Musique : Paul Dessau
- Pays d'origine : États-Unis
- Format : Noir et blanc - 1,37:1
- Genre : aventure
- Durée : 83 minutes
- Date de sortie : 1946
- Affiche : Georges Dastor (France)

## Distribution
- Martin Kosleck : Edmond Dantès, Comte de Monte Cristo
- Lenore Aubert (en) : Comtesse de Monte Cristo
- Charles Dingle : Baron Danglars
- Fritz Feld : Bonnett
- John Loder : De Villefort, préfet de police
- Fritz Kortner : Maillard
- Eduardo Ciannelli : Jacques Antoine
- Eva Gabor : Mme Lucille Maillard
- Clancy Cooper : Baptiste
- John Bleifer (en) : Louis
- Anthony Warde (en) : Capitaine Benoit
- Colin Campbell : Abbé Faria
- Egon Brecher